# Реміксовий альбом
Ремі́ксовий альбом — музичний альбом, переважна більшість композицій якого є ремікси або перезаписані версії матеріалу, що раніше видавався.
Хоча реміксові альбоми існували протягом тривалого часу, їх серйозно не сприймали, поки відомі виконавці не почали також їх видавати . Такі альбоми мали ті ж пісні, що й студійний альбом, тільки їх змінені версії.